# 黃崑謀
黃崑謀（1963年—2008年4月27日），臺灣插畫家、生態繪本畫家，擅長自然生態與人文建築繪畫。出生於臺東，復興商工畢業，曾與凌拂、李乾朗、劉克襄、趙榮台等多位作家合作，作品獲金鼎獎、中國時報開卷好書獎、聯合報讀書人好書。

## 生平簡介
黃崑謀1963年出生於臺東，少年北上負笈就讀復興商工（今新北市私立復興高級商工職業學校）。1998年進入遠流出版公司，投入自然生態、人文建築插畫創作。
黃崑謀作畫重視觀察，經常為研究繪畫主題進行田野調查，繪製《台灣昆蟲大發現》期間，為求詳實呈現繪畫主題，飼養過80多種昆蟲，數量超過200隻。
黃崑謀擅長自然生態與人文建築繪畫，與趙榮台、邵廣昭、凌拂、李乾朗等作家合作專書與繪本。
2008年4月27日，黃崑謀因心肌梗塞過世，生前最後作品《看見台灣大樹》，原本預計收錄20種臺灣大樹，以僅完成的16種出版。

## 插畫與繪本作品列表
- 林俊全作、黃崑謀繪. . 臺北: 遠流. 2001-07. ISBN 9789573243779.
- 趙榮台、陳景亭作；黃崑謀繪. . 臺北: 遠流. 2003-09. ISBN 9789573249658.
- 凌拂文、黃崑謀繪. . 臺北: 遠流. 2005-11. ISBN 9789573256526.
- 凌拂文、黃崑謀繪. . 臺北: 遠流. 2005-11. ISBN 9789573256519.
- 凌拂文、黃崑謀繪. . 臺北: 遠流. 2006-01. ISBN 9789573256526.
- 凌拂文、黃崑謀繪. . 臺北: 遠流. 2006-01. ISBN 9789573257028.
- 黃崑謀繪. . 臺北: 遠流. 2006-01. ISBN 9789573257134.
- 黃崑謀繪. . 臺北: 遠流. 2006-02. ISBN 9789573257240.
- 陳月文文、黃崑謀繪. . 臺北: 遠流. 2008-12. ISBN 9789573257240.